# Rudolf Gottlieb von Dyherrn
Rudolf Gottlieb Freiherr von Dyherrn (auch: Dyhern, Dyhrn, * 1745 in Schlesien; † 8. August 1806 in Landsberg an der Warthe) war ein preußischer Generalmajor.

## Leben
Dyherrn kam am 3. Juni 1761 als Junker in das Dragonerregiment „von Czettritz“. Während des Siebenjährigen Krieges kämpfte er in der Schlacht bei Reichenbach. Am 29. Mai 1765 wurde er zum Sekondeleutnant sowie am 11. Dezember 1778 zum Premierleutnant befördert. Im Bayrischen Erbfolgekrieg 1778/79 kämpfte er im Gefecht bei Jung-Buchau.
Nach dem Krieg wurde Dyherrn am 29. März 1780 Stabskapitän. Im Ersten Koalitionskrieg kämpfte er bei der Kanonade von Valmy, in der Schlacht bei Kaiserslautern sowie in den Gefechten bei Stromberg, Limbach, Hornbach, Nutzweiler, Zweibrücken, Weißenburg und Fröschweiler. In der Zeit wurde er am 5. Januar 1793 mit Patent vom 6. Januar 1793 zum Major befördert sowie zum Eskadronchef ernannt. Am 3. Oktober 1794 erhielt er für Kaiserslautern den Orden Pour le Mérite. 
Am 19. Oktober 1800 wurde er dann zum Kommandeur des Regiments ernannt. Am 25. Mai 1802 stieg er zum Oberstleutnant und am 27. Mai 1804 zum Oberst auf. Aber bereits am 1. Oktober 1805 erhielt er seine Demission mit dem Charakter als Generalmajor und einer Pension von 800 Talern. Er starb am 8. August 1806 unverheiratet in Landsberg an der Warthe.
In der Beurteilung aus dem Jahr 1804 heißt es: Mit Ernst und mit einem moralischen Charakter versieht derselbe seinen Dienst als Commandeur pflichtmäßig. ist aber kränklich, hat Schaden in der Brust und wegen gehabten hitzigen Nerven-Fiebers noch etwas schwächlich.